# Live at Newport
Albums de Joan Baez
Ring Them Bells
(1995) Gone from Danger
(1997)
Live a Newport est un album live de Joan Baez sorti en septembre 1996.

## Titres
| 1.    | Farewell, Angelina                                    | Bob Dylan                   | 3:41 |
| 2.    | Long Black Veil                                       | Marijohn Wilkin, Danny Dill | 3:11 |
| 3.    | Wild Mountain Thyme                                   | Francis McPeake             | 4:48 |
| 4.    | Come All You Fair and Tender Maidens (Domaine public) |                             | 3:57 |
| 5.    | Lonesome Valley (traditionnel)                        |                             | 3:39 |
| 6.    | Hush Little Baby (Domaine public)                     |                             | 1:07 |
| 7.    | Te Ador/Te Manha (Jungnickle, Traditionnel)           |                             | 3:57 |
| 8.    | All My Trials (Traditionnel)                          |                             | 4:38 |
| 9.    | It's All Over Now, Baby Blue                          | Dylan                       | 3:55 |
| 10.   | The Unquiet Grave (Traditionnel)                      |                             | 3:03 |
| 11.   | Oh, Freedom (Traditionnel)                            |                             | 3:15 |
| 12.   | Satisfied Mind                                        | Jack Rhodes                 | 3:13 |
| 13.   | Fennario (Domaine public)                             |                             | 3:47 |
| 14.   | Don't Think Twice, It's All Right                     | Dylan                       | 3:37 |
| 15.   | Johnny Cuckoo                                         | Bessie Jones                | 4:28 |
| 16.   | It Ain't Me Babe                                      | Dylan                       | 4:45 |
| 17.   | With God on Our Side                                  | Dylan                       | 6:37 |
| 65:38 |                                                       |                             |      |

## Musiciens
- Joan Baez – chant guitare
- Charles Everett – Basse
- Bob Dylan – guitare, chant
- Peter Yarrow – guitare, chant
- Mary Travers – guitare, chant